# Ruta Estatal de Alabama 36
La Ruta Estatal de Alabama 36, y abreviada SR 36 (en inglés: Alabama State Route 36) es una carretera estatal estadounidense ubicada en el estado de Alabama, en los condados de Lawrence y Morgan . La carretera inicia en el Oeste desde la AL 33     en Wren en sentido Este hasta finalizar en la US 231     en Lacey's Spring. La carretera tiene una longitud de 58 km (36 mi).

## Mantenimiento
Al igual que las autopistas interestatales, y las rutas federales y el resto de carreteras estatales, la Ruta Estatal de Alabama 36 es administrada y mantenida por el Departamento de Transporte de Alabama por sus siglas en inglés ALDOT.

## Cruces
La Ruta Estatal de Alabama 36 es atravesada principalmente por los siguientes cruces:
- AL 157     cerca de Moulton
 US 31     en Hartselle
- I-65 en Harselle
- AL 67     cerca de Somerville